# 経済高等学校
経済高等学校（けいざいこうとうがっこう）は日本で経済に関する技能や知識を教育する事を目的とした高等学校。商業高等学校の一種であり、流通経済科など商業に関する学科が設置されている。

## 経済高等学校の例
- 札幌経済高等学校（現立命館慶祥中学校・高等学校）
- 北海道苫小牧総合経済高等学校
- 埼玉県立狭山経済高等学校
- 千葉経済高等学校（現千葉経済大学附属高等学校）